# Philippe Joseph Boucqueau
Philippe Joseph Boucqueau (* 3. September 1773 in Brüssel; † 5. November 1834 in Lüttich) war von 1800 bis 1803 Präfekt des Département de Rhin-et-Moselle.

## Leben und Beruf
Philippe Joseph Boucqueau war von Beruf Jurist und ein begeisterter Anhänger der Französischen Revolution. Er arbeitete in der Zentralverwaltung unter Generalkommissar François Joseph Rudler in Trier, von wo die eroberten linksrheinischen Gebiete verwaltet wurden.
Er war verheiratet und hatte einen Sohn. Nach dem frühen Tod des Sohnes wurde Boucqueau Priester, seine Frau ging zu den Barmherzigen Schwestern. Im Jahr 1830 wurde er ins belgische Parlament gewählt. Zuletzt vor seinem Tod 1834 war er Domdekan in Lüttich. Sein Vermögen von einer Million Franc vermachte er dem dortigen Priesterseminar.

## Präfekt
Nachdem die französische Revolutionsarmee 1794 Koblenz erobert hatte, war der Trierer Kurstaat am Ende. Im Frieden von Lunéville vom 9. Februar 1801 fiel das linke Rheinufer nun auch formell an Frankreich. Zuvor hatte man die eroberten Territorien unter Generalkommissar François Joseph Rudler bereits am 23. Januar 1798 nach französischem Vorbild in Départements eingeteilt. Hauptstadt des Département de Rhin-et-Moselle wurde Koblenz, als erster Präfekt setzte Rudler am 22. Juni 1800 Philippe Joseph Boucqueau ein. In seine Amtszeit fiel das Gesetz vom 9. Juni 1802 zur Säkularisation kirchlicher Güter und damit die Durchsetzung einer strikten Trennung von Kirche und Staat. Mit Auflösung der kirchlichen Herrschaft und der Änderung der Besitzverhältnisse entstand eine neue Gesellschaftsordnung.
Die Einführung des Code civil war ein weiterer tiefer Eingriff und ein Schritt zur Schaffung öffentlicher Anklageprozesse im Gegensatz zu den früher üblichen geheimen Inquisitionsprozessen. Dieses moderne Rechtswesen beruhte auf individuellen Freiheiten, der Gleichheit vor dem Gesetz, der Einhaltung rechtsstaatlicher Grundsätze und dem Schutz des Eigentums. Es galt in den linksrheinischen Gebieten auch nach der französischen Zeit noch weiter bis zur Einführung des Bürgerlichen Gesetzbuches im Jahr 1900.
Die neuen Freiheiten garantierten mit dem Konkordat vom 15. Juli 1801 religiöse Toleranz. Nach Auflösung der Klöster und Stifte garantierte der französische Staat den Fortbestand der katholischen Pfarrkirchen. Evangelische Einwohner erhielten 1802 volle Gleichberechtigung. Der erste evangelische Pfarrer Johannes Justus Cunz (1774–1853) konnte 1803 in Koblenz den ersten Gottesdienst in der ehemaligen Klosterkirche St. Martin halten.
Boucqueau förderte mit Gründung der “Société d´Emulation” die Wissenschaften. Diese kümmerte sich um die Pflege des Ackerbaus und Handels, der Wissenschaft und Kunst sowie der französischen Sprache. Im Koblenzer Theater waren abwechselnd deutsche und französische Theatergesellschaften zu sehen. Den Alltag der Menschen prägte nun die französische Sprache, Straßen und Plätze bekamen französische Namen, sowie der französische Revolutionskalender, bei dem die Woche der Dekade mit 10 Tagen wich.
Ende 1803 verließ Boucqueau Koblenz und wechselte zur Vereinigten Justizverwaltung nach Maastricht. Sein Nachfolger wurde François Louis René Mouchard de Chaban.
Vermutlich zum Ende seiner Amtszeit als Präfekt des Rhein-Mosel-Departements, erstellte er 1803/04 eine detaillierte, statistische Beschreibung von Bevölkerung, Wirtschaft, Persönlichkeiten usw. des linksrheinischen Gebietes zwischen Nahe und Niederrhein. Dieses, fast 200 Seiten numfassende Werk für das Innenministerium in Paris, ist eine Sammlung von Fakten zum Ende des "Alten Reiches" im Rheinland, wie es für diese Region nur wenige aus dieser Zeit des gesellschaftlichen Umbruchs gibt.
"La situation du département Rhin-et-Moselle, six ans après la conqête et au moment de sa réunion définitive à la République."